# Görög polgárháború
A görög függetlenségi és polgárháború 1942-től 1949-ig tartott, amelynek során a kommunisták és a nacionalisták egyaránt megpróbálták megszerezni a fennhatóságot az ország egész területe fölött. A polgárháború végül a nacionalisták győzelmével zárult, ezt azonban csak az Egyesült Királyság és az Amerikai Egyesült Államok hathatós segítségével sikerült elérniük.

## Előzmények
1941. szeptember 27-én megalakult a kommunista Nemzeti Felszabadítási Front (EAM) Görög Népi Felszabadító Hadserege (ELASZ) a németek által megszállt Görögországban. 1942 nyarán indítottak harcot Közép-Görögországban és Észak-Peloponnészoszon. Nagy-Macedónia szerb terve szellemében együttműködtek a macedón Szláv Nemzeti Felszabadítási Fronttal (SNOF).

## A harcok kitörése
A dél-epiruszi monarchista Görög Demokratikus Nemzeti Szövetséggel (EDESZ) 1943 októberétől fegyveres harcba bonyolódó ELASZ 1944-re felszámolta a közvetlen riválisait, s kivédte a szintén októberben induló német tisztogató hadműveletet. Az albán határtól Attikáig húzódó felszabadított körzetben („Hegyi Görögország”) Markosz Vafiadisz (Markosz tábornok) vezetésével 1944. március 10-én kormány, majd kétfordulós (április 25., 30.) közvetett választással parlament alakul.
A brit nyomásra kötött, 1944. május 20-i libanoni és a szeptember 26-i casertai szerződés szerint a világháború alatt a Kairóba menekült, monarchistákból álló emigráns kormány és a kommunisták Jorgosz Papandréu vezetésével – egynegyedében kommunista – egységkormányt alakítottak, amire a Vafiadisz-kormány november 5-én feloszlott. A megegyezés szerint a seregeiket feloszlatva fegyvereseiket a kormány alá rendelték, az ELASZ Athént átengedte a brit csapatoknak, az államformáról népszavazást rendeztek. Az EAM letett Nagy-Macedónia tervéről. Az 1944. november 2-re befejeződő német kiürítés közben a nagyrészt az ELASZ uralta Görögországban októberben brit csapatok szálltak partra.
Az EAM a végrehajtás problémái miatt a casertai egyezményt felmondva december 1-jén kilépett a kormányból. Az EAM december 3-ára többszázezres tüntetést szervezett Athénba. A tüntetőkre a rendőrség tüzet nyitott, megölve 28 embert. A véres tüntetéssel vette kezdetét a harc Athénért, a dekemvriana néven ismertté vált decemberi összecsapássorozat. A brit csapatok 5-i beavatkozása nyomán az ELASZ vereséget szenvedett, s az 1945. február 12-i varkizai béke – a Görögország Kommunista Pártja (GKP) legalitásának elismerése, parlamenti választás és az államformáról tartandó referendum fejében – előírta lefegyverzését.
A GKP a varkizai béke problémái miatt 1946 februárjában a választás bojkottja és fegyveres harc mellett döntött. A március 31-i választáson 59,7%-os részvétel mellett a royalista Egyesült Nemzeti Tábor győzött 55,1%-kal, a szeptember 1-jei népszavazás a monarchia mellett tört lándzsát 68,4%-os eredménnyel. Az 1946. október 28-án alakult, 1947-re 25 000-es Görög Demokratikus Hadsereg (DSZE) albán, jugoszláv, bolgár támogatással, szovjet kiképzőtisztekkel (a szlovéniai Bledben Balkáni Vezérkar alakul) újra létrehozta „Hegyi Görögországot”, és 1947. december 24-én Vafiadisz vezette ellenkormány alakult. Egyetlen ország sem ismerte el az új kormányt, akárcsak a szerb tervet felmelegítve 1949. március 1-jén deklarált Nagy-Macedóniát.

## Külföldi beavatkozás
Anglia 1947. február 21-én, Görögország március 3-án fordult segítségért az Egyesült Államokhoz, amely Truman elnök március 12-i beszéde, a „Truman-doktrína” meghirdetése után — a gazdasági segítségnyújtáson túl — átvette a katonai irányítást Közös Védelmi Tanács néven, ezzel megakadályozva a második világháború után kialakult status quo erőszakos megváltoztatását, és a kommunizmustérhódítását az országban.
A jugoszláv-szovjet konfliktussal bojkott alá került Jugoszlávia nyugati segítség fejében 1949. június 23-án lezárta határait. A kormányerők a grammoszi bázisok elleni júliusi offenzívával a partizánokat Albániába szorították, a DSZE október 16-án letette a fegyvert. 
A függetlenségi és polgárháború 150 000 áldozata mellett 65 000-en menekültek el Görögországból (közülük több ezren Magyarországra; számukra alapították a Fejér megyei Beloianniszt).